# Nikki Benz
Nikki Benz (n. 11 de desembre de 1981) és una actriu porno canadenca nascuda a Ucraïna.

## Biografia
Nikki va néixer a Ucraïna però quan era molt jove es va mudar a Toronto, Canadà, on es va criar i on sempre ha viscut. Després d'acabar l'escola va començar a treballar com a model de bikinis i a participar en concursos de bellesa.
Als 16 anys va començar a treballar com stripper, ofici que va exercir durant més de dos anys. Mentre es dedicava al striptease es va adonar que volia arribar més lluny i en complir els 21 anys va decidir que volia ser actriu porno.

### Carrera com a actriu porno
Nikki va conèixer a un director porno, i va ser contractada per rodar dues escenes a les pel·lícules Strap On Sally 20 i Strap On Sally 21. Després de rodar les escenes la productora Pleasure Productions li va oferir un contracte exclusiu que Nikki va acceptar, treballant per a la companyia durant un any i mig. Mentre això succeïa l'actriu encara vivia a Toronto i es desplaçava a Los Angeles constantment. En finalitzar el seu contracte, la productora Jill Kelly Productions li va fer una oferta per treballar per a l'estudi exclusivament. Nikki va acceptar mudant-se a Los Angeles.
Després de finalitzar el seu contracte amb Jill Kelly Productions, Nikki no va voler renovar-ho i va començar a treballar sense compromisos d'exclusivitat amb cap productora i parella diferents estudis. Va rodar escenes en les quals superava els límits de tot el que havia fet fins llavors, de to hardcore i també gonzo. Després de treballar uns mesos sense contractes exclusius, la productora Teravision (de l'actriu porno Tera Patrick) li va oferir un nou contracte exclusiu.
Després d'uns mesos de contracte amb l'estudi, Nikki va començar a tenir problemes amb la companyia a la qual va acusar de violència i d'abús psicològic per part de Evan Seinfeld, marit de Tera Patrick i director de Teravision. Després d'això, va optar per finalitzar el contracte abans de la data de venciment. Després del conflicte amb Teravision, va decidir treballar lliurement sense tenir compromisos d'exclusivitat amb cap altra productora, rodant escenes per a multitud d'estudis.
L'any 2010, Nikki va ser triada noia Penthouse del mes d'abril.